# Francisco Sobrino

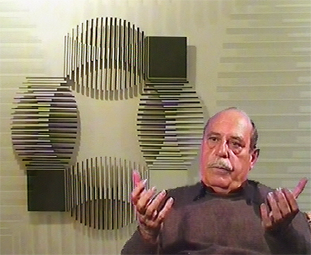
Francisco Sobrino

 Francisco Sobrino  (* 1932 in Guadalajara, Spanien; † 10. Mai 2014 in der Bretagne, Frankreich) war ein spanisch-argentinischer Bildhauer, Objektkünstler und Kinetischer Künstler, der in Paris lebte und arbeitete.  Er gehört neben Julio Le Parc, François Morellet, Horacio Garcia Rossi,  Joël Stein und Yvaral im Jahr 1960 zu den Mitbegründern der Künstlergruppe Groupe de Recherche d’Art Visuel (GRAV).

## Leben und Werk
Francisco Sobrino Familie lebte 1936 einige Zeit in Alicante in den ersten Monaten des Spanischen Bürgerkriegs. Sie ziehen nach Madrid und emigrieren schließlich nach Argentinien im Jahr 1949, wo die Familie bis 1958 lebte.
In Buenos Aires studiert Sobrino an der Escuela de Bellas Artes de Buenos Aires und lernt dort Julio Le Parc und Horacio Garcia Rossi kennen. Er beginnt als Bildhauer zu arbeiten. 1959 geht er nach Paris. Als Licht- und Objektkünstler beginnt er mit Gleichgesinnten in der Groupe de Recherche d’Art Visuel zu arbeiten.
Francisco Sobrino Kunst beschäftigt sich im Schwerpunkt mit der Skulptur in der geometrischen Abstraktion.
Seine Werke sind (unter anderem) Teil der Sammlungen der Tate Gallery in London, der Guggenheim-Sammlung in Venedig, der staatlichen Sammlungen in Paris; dem Museo Nacional de Bellas Artes in Buenos Aires und des Museo Reina Sofía in Madrid.
Francisco Sobrino nahm als Teil der Groupe de Recherche d’Art Visuel und später auch als Einzelkünstler an zahlreichen Einzel- und Gruppenausstellungen weltweit teil. Dazu gehörte unter anderem 1964 die Teilnahme an der documenta III in Kassel in der Abteilung Licht und Bewegung.